# عبد الرحمن عبدلي
عبد الرحمن عبدلي (بالفرنسية: Abderrahmane Abdelli)‏ (من مواليد 2 أبريل 1958 في تيزي وزو) هو مؤلف أغاني بربري جزائري معروف بخلط الموسيقى التقليدية في شمال إفريقيا لوطنه بالأصوات الحديثة.

## روابط خارجية
عبد الرحمن العبدلي على موقع IMDb (الإنجليزية)
- عبد الرحمن العبدلي على موقع ميوزك برينز (الإنجليزية)
- عبد الرحمن العبدلي على موقع ميوزك برينز (الإنجليزية)
- عبد الرحمن العبدلي على موقع ديسكوغز (الإنجليزية)